# Stachelswine Publishers
Stachelswine Publishers (ook kortweg: Stachelswine) is een  Nederlandse uitgeverij van kunstboeken in Amsterdam. 
Deze uitgeverij van David H. Desjardijn (1939) publiceerde sinds 1983 een reeks van ongeveer dertig boeken en tijdschriften over grafiek, kunstgeschiedenis en kunstpolitiek.
De uitgever, die ook actief is als kunstschilder en graficus, put vaak uit zijn omvangrijke verzameling van prenten en tekeningen en treedt op als samensteller van overzichten als  Hoogdruk sinds 1900, Grafiek in Nederland, de negentiende eeuw en Grafiek in Nederland. 1900-1980. 
De met vele zwart-wit reproducties geïllustreerde werken verschenen in offsetdruk in beperkte oplagen (tot 1000 stuks), soms genummerd en gesigneerd en soms voorzien van een originele ets. Deze catalogi hebben meestal een harde cover met een formaat van 31 centimeter en een omvang tot ca. 650 pagina's.
Het fonds bevat ook titels met kritische reacties op actueel kunstbeleid zoals Voer voor miljoenen, de aktie BBK en "Sonsbeek buiten de Perken" (1998), De afbraak van de kontraprestatie (1991) en Afstoot etcetera (2005). Tussen 2000 en 2002 verschenen vier exemplaren van het tijdschrift Afstoot. mededelingenblad van het Instituut voor Postume Kunst Vernietiging.
Over het werk dat hij tussen 1967 en 1984 via de BKR-regeling verkocht aan de overheid publiceerde de uitgever in 2013 de paperback Knipsels.

## Beperkt overzicht van uitgaven
- 1983 301 lithoos. 1802-1981
- 1984 Hoogdruk sinds 1900. hout- en linoleumsneden van Nederlandse kunstenaars (met P.H. Desjardijn)
- 1985 Grafiek in Nederland. de negentiende eeuw
- 1986 Grafiek in Nederland. 1900-1980. een keuze
- 1991 De afbraak van de kontraprestatie
- 1994 Vlakdruk in beeld. de geschiedenis van de lithografie in 398 afbeeldingen
- 2000 Grafiek in Nederland. de achttiende eeuw
- 2004 Catalogus van prenten en tekeningen uit de Stachelswine collectie
- 2005 Afstoot etcetera
- 2008 Niet Nederlandse Ex Libris en kleingrafiek uit de periode 1900-1950
- 2012 Wie komt er in mijn hokje. prenten en tekeningen, 18e-20e eeuw

(Alle werken samengest. door: D. Desjardijn)